# Bolesław IV van Legnica
Bolesław IV van Liegnitz (circa 1349 - 3/4 maart 1394) was van 1364 tot 1394 mede-hertog van Liegnitz (Legnica). Hij behoorde tot de Silezische tak van het huis Piasten.

## Levensloop
Bolesław IV was de derde zoon van hertog Wenceslaus I van Liegnitz en diens echtgenote Anna, dochter van hertog Casimir I van Teschen. Na de dood van zijn vader in 1364 werd hij samen met zijn oudere broers Ruprecht I, Wenceslaus II en zijn jongere broer Hendrik VIII hertog van Liegnitz. Zolang de vier broers minderjarig waren, werden ze onder het regentschap geplaatst van hun oom, hertog Lodewijk I van Brieg (Brzeg).
Om een verdere verdeling van het hertogdom Liegnitz te vermijden, waren Bolesław en zijn broers Wenceslaus II en Hendrik VIII bestemd voor een kerkelijke loopbaan. Bovendien ondertekenden de vier broers op 2 december 1372 een akkoord dat het hertogdom Liegnitz de volgende tien jaar ondeelbaar verklaarde. Door dit akkoord hadden Bolesław IV, Wenceslaus II en Hendrik VIII geen enkele macht of beslissingsrecht meer in Liegnitz en werd de regering volledig overgenomen door de oudste broer Ruprecht. Op 3 januari 1383 werd dit officieel bevestigd toen de broers de huldiging van koning Wenceslaus IV van Bohemen als leenheer van Liegnitz hernieuwden. 
In 1365 kreeg Bolesław de rijke prebenden van de dioceses van Krakau (Kraków) en Breslau (Wrocław) toegewezen. In 1373 besloot hij echter zijn kerkelijke loopbaan te beëindigen en trad hij ook terug uit de actieve regering van Liegnitz. Nu hij van zijn dynastieke verplichtingen was verlost, toonde Bolesław IV een grotere interesse in de politieke zaken van zijn tijd: zo was hij op 6 juli 1376 aanwezig bij de kroning van koning Wenceslaus IV van Bohemen tot Rooms-Duits koning in Aken.
Bolesław IV bezweek in de nacht van 3 op 4 maart 1394 aan de verwondingen die hij had opgelopen tijdens een riddertoernooi. Hij was ongehuwd en kinderloos gebleven.